# Pictou Island
Pictou Island är en ö i Kanada.   Den ligger i provinsen Nova Scotia, i den östra delen av landet, 1 000 km öster om huvudstaden Ottawa. Arean är 13,0 kvadratkilometer.
Terrängen på Pictou Island är mycket platt. Den sträcker sig 3,0 kilometer i nord-sydlig riktning, och 7,3 kilometer i öst-västlig riktning.